# Csikéria
Csikéria (Čikerija en croate, Tschickern en allemand) est un village et une commune du comitat de Bács-Kiskun en Hongrie. Sa population s'élève à 952 habitants au 1er janvier 2009.